# Chen Jiao
Chen Jiao (chiń. 孝武陳皇后) – kuzynka i pierwsza żona cesarza Chin Wu.

## Pochodzenie i zaaranżowane małżeństwo
Cesarzowa Chen Jiao była córką Chen Wu, markiza Tangyi i Liu Piao, księżniczki Guantao, starszej siostry cesarza Jinga. Przyszła cesarzowa miała dwóch braci, Chen Xu i Chen Jiao. W oficjalnych kronikach nie wymienia się jej prawdziwego imienia, jest znana jako A’Jiao.
Jej matka złożyła propozycję ślubu swojej kilkuletniej córki z następcą tronu, księciem Liu Rongiem, najstarszym synem cesarza Jinga i jego ukochanej konkubiny Li. Konkubina Li w brutalny sposób odmówiła, usprawiedliwiając się tym, że księżniczka Guantao często stręczyła cesarzowi nowe kochanki i wprowadzała je na dwór jako nowe konkubiny. Niezwykle upokorzona i wściekła, księżniczka Guantao związała swoje ambicje z konkubiną Wang Zhi, jedną z ulubionych konkubin cesarza Jinga i obie te kobiety zdecydowały się połączyć swoje dzieci małżeństwem – pięcioletni syn Wang Zhi Liu Che, książę Jiaodong i córka księżniczki Guantao, Chen Jiao. Konkubina Wang, która obserwowała dwór i wyciągała wnioski, powitała tę możliwość z radością. Takie polityczne małżeństwo zabezpieczało sojusz pomiędzy nimi, obie kobiety wkrótce podjęły kroki mające na celu usunięcie konkubiny Li. Poprzez działania siostry i żony cesarza następca tronu, książę Liu Rong został wygnany ze stolicy. Konkubina Li została pozbawiona zaszczytów i bogactw, oraz zamknięta w domowym areszcie. Zmarła wkrótce potem wśród ataków wściekłości i natężających się okresów głębokiej depresji.
Jednakże małżeństwo pomiędzy Liu Che i Chen Jiao nie było aprobowane przez cesarza Jinga, który uważał różnicę wieku pomiędzy dziećmi za zbyt dużą (jego siostrzenica miała czternaście lat, podczas gdy jego syn miał sześć lat). Według Opowieści z Hanwu, księżniczka Guantao objęła Liu Che i parafrazując stare chińskie przysłowie zapytała: Kiedy moja Jiao dostanie swój złoty dom?. Miała też, kiedy Liu Che odmawiał poślubienia kuzynki, pokazać ją nago. Księżniczka miała użyć tego jako argumentu, że małżeństwo zostało skonsumowane, wskutek czego cesarz Jing by nie doprowadzić do skandalu i zhańbienia siostrzenicy, ostatecznie wyraził zgodę na to małżeństwo.
Liu Che wkrótce został mianowany cesarskim księciem krwi w wieku siedmiu lat i poślubił swoją kuzynkę w wieku dziesięciu lat. Kiedy cesarz Jing zmarł na początku 141 roku p.n.e., następca tronu został cesarzem Wu, nigdy nie nadając żonie formalnego tytułu cesarzowej. Miał wtedy szesnaście lat.

## Bezpłodność i utrata miłości cesarza
W ten sposób Chen Jiao była cesarzową przez dziewięć lat nie zachodząc jednak w ciążę ani nie rodząc dzieci. Jako jego główna żona zakazała mu posiadania konkubin, przez co młody i energiczny cesarz Wu był bezdzietny przez cały czas trwania ich małżeństwa, co dawało asumpt do plotek i broń propagandową buntownikom, którzy planowali obalić go i zastąpić jednym z jego dalekich krewnych Liu Anem, królem Huainan, który był zwolennikiem rządów silnej ręki. Geniusz cesarza polegał na działaniu wraz ze swoją ciotką/teściową księżniczką Guantao, która służyła cesarzowi jako mediator w kontaktach z członkami cesarskiego rodu Liu. Jednak te działania nie przyniosły spodziewanych skutków – matka cesarzowej była kobietą dumną i chciwą i szybko zraziła do siebie większość swoich krewnych, tracąc przy tym szansę na porozumienie i tylko działania cesarzowej wdowy Wang Zhi ocaliły cesarza. Młoda cesarzowa była rozpuszczona, skupiona tylko na sobie i jak się okazało żądna władzy. Nastoletni cesarz był nieszczęśliwy, swojemu otoczeniu wymagał się dekadenckim hedonistą żądnym władzy, jednak w sekrecie organizował swoją siatkę sojuszników.
W czasie przygotowań do corocznego wiosennego rytuału w Bashang w 139 roku p.n.e. w czasie drugiego roku swojego panowania, cesarz Wu zdecydował się odwiedzić w drodze powrotnej dom swojej starszej siostry, księżniczki Pingyang, która od dawna chciała zastąpić swoją ciotkę, księżniczkę Guantao i tak jak ona zdobyć polityczny wpływ na brata poprzez przygotowanie kilku młodych, pięknych kobiet, które miała podarować bratu jako konkubiny. Jednakże jej plan nie wypalił – żadna z wybranych przez nią kobiet nie zwróciła na siebie uwagi cesarza Wu. Zdając sobie sprawę, że jej brat jest zawiedziony i znudzony, zaprosiła do swojego domu zespół tancerek i śpiewaczek, by umilić mu czas i zatrzeć złe wrażenie. To właśnie wtedy cesarz miał dostrzec wśród śpiewaczek piękną i młodą dziewczynę o imieniu Wei Zifu i niemal natychmiast się w niej zakochał. Zauważywszy okazję na możliwe podniesienie swej roli na dworze, księżniczka Pingyang poprosiła brata o to by odpoczął w jej sypialni, nakazując młodej śpiewaczce towarzyszenie mu w roli służącej. Zakochany do szaleństwa cesarz, wynagrodził siostrę tysiącem sztuk złota i w ten sposób nabył Wei Zifu. Jednakże po przybyciu do stolicy cesarz został zmuszony do porzucenia ukochanej i zatrudnienia jej jako niczym nie wyróżniającej się służącej pod naciskiem Chen Jiao. Mieli się nie spotkać ponownie do czasu gdy próbowano zmusić Wei Zifu do opuszczenia pałacu pod pozorem wygnania. Kiedy miłość cesarza na nowo zapłonęła, Wei Zifu szybko zaszła w ciążę, dosadnie dając cesarzowi do zrozumienia, że nie jest bezpłodny. Dzięki temu stała się jego ulubioną konkubiną.
Nieoczekiwane wyniesienie rywalki rozwścieczyło Chen Jiao, ale nie mogła zrobić nic by zaszkodzić Wei Zifu skoro ta znajdowała się pod opieką cesarza. Księżniczka Guantao próbowała wzbudzić pragnienie zemsty w swojej córce i odkryła, że przyrodni brat konkubiny Wei Zifu, Wei Qing służy jako stajenny w doborowych oddziałach gwardii cesarskiej jako stajenny, więc wysłała swoich ludzi by go porwali i zamordowali, jednak przyjaciele Wei Qinga zdołali go ocalić i opisawszy zamach wysłali go przez umyślnych ludzi do cesarza. Jako znak niezadowolenia i wstrętu do cesarzowej i jej matki, cesarz Wu mianował osobiście i publicznie Wei Zifu swoją małżonką (jedynym tytułem wyższym od niego był tytuł cesarzowej), a Wei Qinga wyniósł do godności dowódcy gwardii cesarskiej, kanclerza i mianował gubernatorem Hebei, poza tym wyniósł kilku członków rodziny Wei do najwyższych godności; nagrodził również przyjaciół Wei Qinga. Wei Zifu zajęła główne miejsce w sercu, pałacu i sypialni cesarza na dziesięć lat i obdarzając go trzema, podobno równie pięknymi jak matka, zdrowymi córkami i synem.
Cesarzowa Chen Jiao, zupełnie pozbawiona już zainteresowania męża, była lekceważona i wyśmiewana przez dworzan. Sfrustrowana i zazdrosna próbowała przyciągnąć uwagę męża wielokrotnymi, obliczonymi na efekt, nieudanymi próbami samobójczymi, które tylko jeszcze bardziej go rozwścieczały. Pozbawiona jakiejkolwiek nadziei, spróbowała jeszcze raz użyć swojej matki o pomszczenie jej. Księżniczka Guantao podczas karczemnej awantury miała oskarżyć swoją bratanicę, księżniczkę Pingyang o sabotowanie małżeństwa jej córki, ale to w niczym nie pomogło – siostra cesarza stwierdziła, że małżeństwo to nie ma przyszłości z powodu niepłodności cesarzowej. Opierając się na tym, Chen Jiao wydała ponad dziewięćdziesiąt milionów sztuk złota (1/5 przychodu państwa) na znalezienia lekarstwa; wszystkie środki jednak nie miały szansy w niczym jej pomóc, ponieważ cesarz Wu od kilku miesięcy nie odwiedzał jej pałacu, więc niemożliwością było zajście w ciążę.

## Oskarżenie o czary i opuszczenie dworu
Dopiero teraz Chen Jiao straciła całkowicie miłość swojego męża, jej zazdrość i nienawiść do jego ukochanej konkubiny sprowadziła na nią zgubę. Wierząc w odzyskanie miłości męża zaczęła spotykać się z niezwykle starą kobietą o imieniu Chu Fu, która była już kilkukrotnie karana za czary. W swym zaślepieniu cesarzowa uwierzyła, że okultyzm, magia i niezwykłe „umiejętności” Chu Fu pomogą jej odzyskać męża i zgładzić jego najnowszą kochankę, a także każdą kobietę, która odciągnie cesarza od niej. Święcie przekonana co do zdolności wiedźmy cesarzowa nocami i dniami odprawiała rytuały z Chu Fu, piła eliksiry, tworzyła woskowe laleczki przedstawiające Wei Zifu nie rozstając się z czarownicą, a nawet śpiąc z nią w jednym łóżku „jak mąż i żona”, przy czym to staruszka miała na sobie męskie szaty.
Uprawianie czarnoksięstwa było przestępstwem ściganym z urzędu przez prawo, zwłaszcza jeśli chodziło o członków rodów arystokratycznych (miało to zapobiec zmianie dynastii i przejęciu władzy przez jeden z rodów). Powiązania cesarzowej i Chu Fu wkrótce stały się tajemnicą poliszynela i cesarz Wu nakazał cieszącemu się niesławą śledczemu Zhang Tangowi zbadanie sprawy. Po miesięcznym śledztwie, Chu Fu została aresztowana i stracona poprzez ścięcie wraz z około trzystoma innymi oskarżonymi. Cesarz podjął kroki mające na celu usunięcie Chen Jiao z dworu i odebranie jej tytułu cesarzowej. W 130 roku p.n.e. była cesarzowa została odesłana do jednego z cesarskich pałaców i oddana pod areszt domowy. Zamieszkała w pałacu Długich Wrót, będącym prezentem dla cesarza od jej matki w zamian za tolerowanie wywoływanych przez nią skandali. Cesarz Wu obiecał swojej ciotce, że jej córka nie zazna głodu ani biedy.
W dwa lata później w 128 roku p.n.e. Wei Zifu urodziła cesarzowi jego pierwszego syna, Liu Ju i została cesarzową ze względu na jej zasługę dla dynastii. Jej brat Wei Qing i siostrzeniec Huo Qubing zostali największymi dowódcami wojskowymi w historii dynastii Han, co jeszcze bardziej podniosło jej pozycję. W 122 roku p.n.e. Liu Ju został następcą tronu i ostatnia szansa na powrót Chen Jiao zniknęła.

## Ostatnie lata życia
Była cesarzowa spędziła resztę swojego życia w posępnym, pustym Pałacu Długich Wrót. Odmówiła podania się i zatrudniła słynnego poetę, Sima Xiangru do skomponowania niezwykle później popularnej Ody Długich Wrót, mając nadzieję, że przysporzy jej to współczucia cesarza. Według jej wersji wydarzeń, cesarz Wu po wysłuchaniu ody wzruszył się i miał ją odwiedzić, oraz znowu się w niej zakochać. Według historyków te twierdzenia nie są niczym innym niż wyssanymi z palca marzeniami cierpiącej kobiety, jednak kroniki odnotowały, że cesarz miał przyznać Sima Xiangru palmę pierwszeństwa za to dzieło. Chen Jiao już nigdy nie spotkała cesarza.
Rok po opuszczeniu pałacu cesarskiego przez cesarzową, jej ojciec Chen Wu zmarł. Wdowa po nim, księżniczka Guantao jeszcze za jego życia miała romans z jej osiemnastoletnim chrześniakiem Dong Yanem i zakochana w młodym kochanku nie zwracała uwagi na upadek córki. Kiedy cesarz Wu dowiedział się o tym pozwolił by skandal ujrzał światło dzienne i w ten sposób zyskał pretekst do odizolowania niepotrzebnej już ciotki. Pięć lat później Dong Yan zmarł w wieku trzydziestu lat, a jego pogrążona w rozpaczy kochanka zmarła w 116 roku p.n.e. życząc sobie by pochowano ją obok ukochanego z dala od grobowca męża. Pod koniec jej życia obaj jej synowie oskarżyli się wzajemnie o kazirodztwo i cudzołóstwo. W tym samym roku popełnili samobójstwo, a ich tytuły szlacheckie i bogactwa zostały odebrane raz na zawsze ich rodzinie. Na wieść o upadku swojej rodziny cesarzowa popadła w jeszcze głębszą depresję.
Kilka lat później była cesarzowa Chen Jiao umarła w samotności, po dwudziestu latach od usunięcia ze dworu. Została pochowana po wschodniej stronie pawilonu Langguan w powiecie Baling, około trzydzieści kilometrów na północny wschód od stolicy.